# قارچ بهاری
قارچ بهاری (نام علمی: Amanita velosa) نام یک گونه از سرده قارچ قاتل است.